# Romolo Bacchini
Romolo Bacchini, creditado também como Bachini, (13 de setembro de 1873 - 27 de março de 1938) foi um músico, pintor, poeta dialetal italiano e diretor de cinema italiano, com destaque na época do cinema mudo.

## Cinema

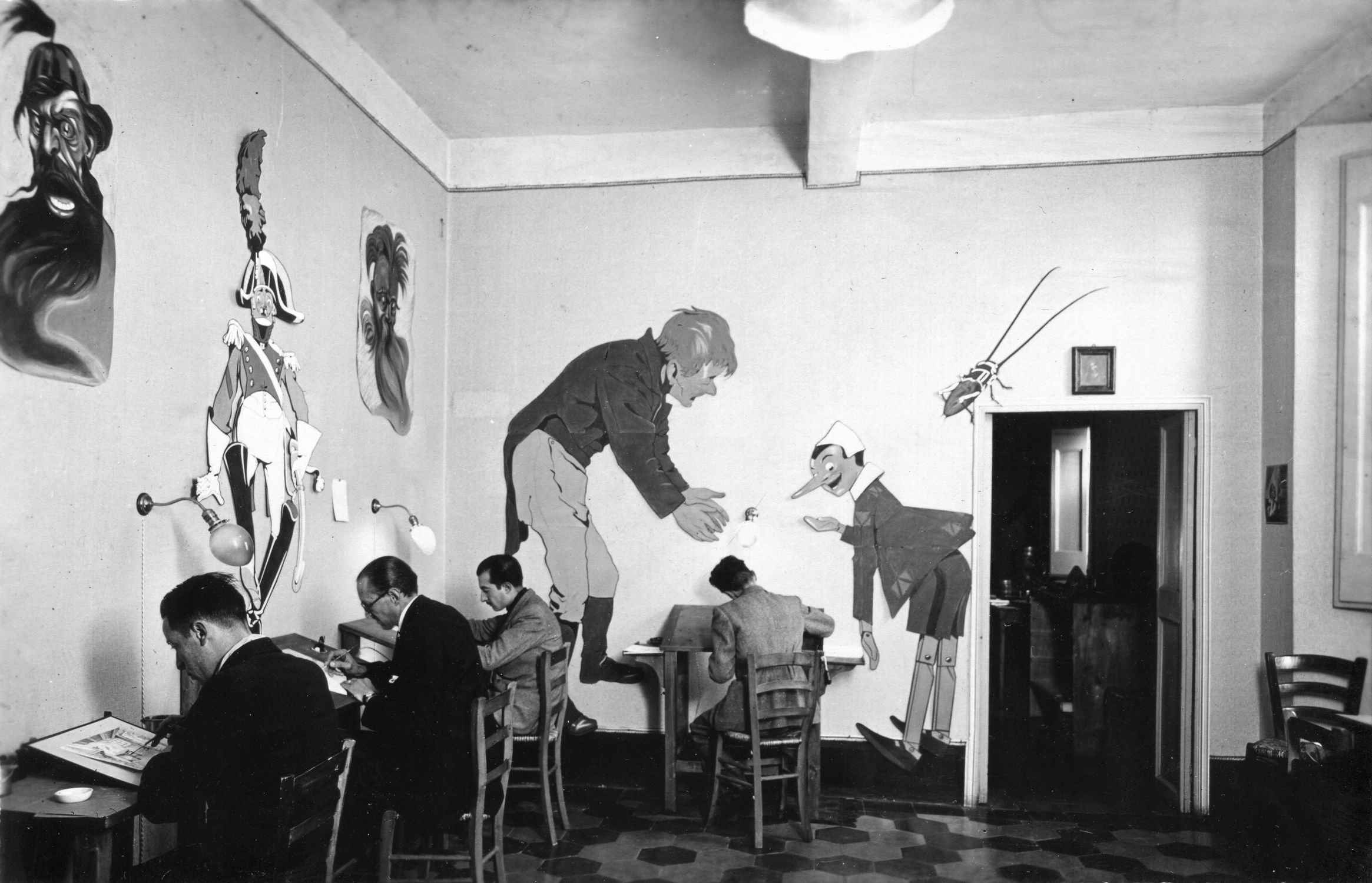
Uma cena do desenho "As Aventuras de Pinoquio".

Ele foi um dos pioneiros do cinema mudo italiano. Diretor de mais de cinquenta filmes, ele desempenhou como ator em alguns filmes. Em 1909 mudou-se para Napolés, onde a empresa Vesuvio Films lhe deu a direção artística de suas produções. Na capital da Campânia dirigiu muitos dos seus filmes, entre eles o curta-metragem histórico Corradino di Svevia (L'ultimo degli Hohenstaufen), um dos primeiros filmes italianos a ser definido na Idade Média.

De volta a Roma, ele passou a agir como diretor, fazendo com que dezenas de filmes. Algumas peliculas foram perdidos, enquanto outras foram recuperadas e restauradas, como La leggenda dell'edelweiss, dos quais bobinas e roteiro original foram encontrados por pesquisadores do Museo internazionale del cinema e dello spettacolo, em 1988.

Em 1936 - como art director de CAIR (Cartoni Animati Italiani Roma) - ele dirigiu Le avventure di Pinocchio, que se acredita ser o primeiro cartoon dedicado ao romanzo de Carlo Collodi.

## Filmografia completa

### Filmes dirigidos
- Rolla e Michelangelo (1909)

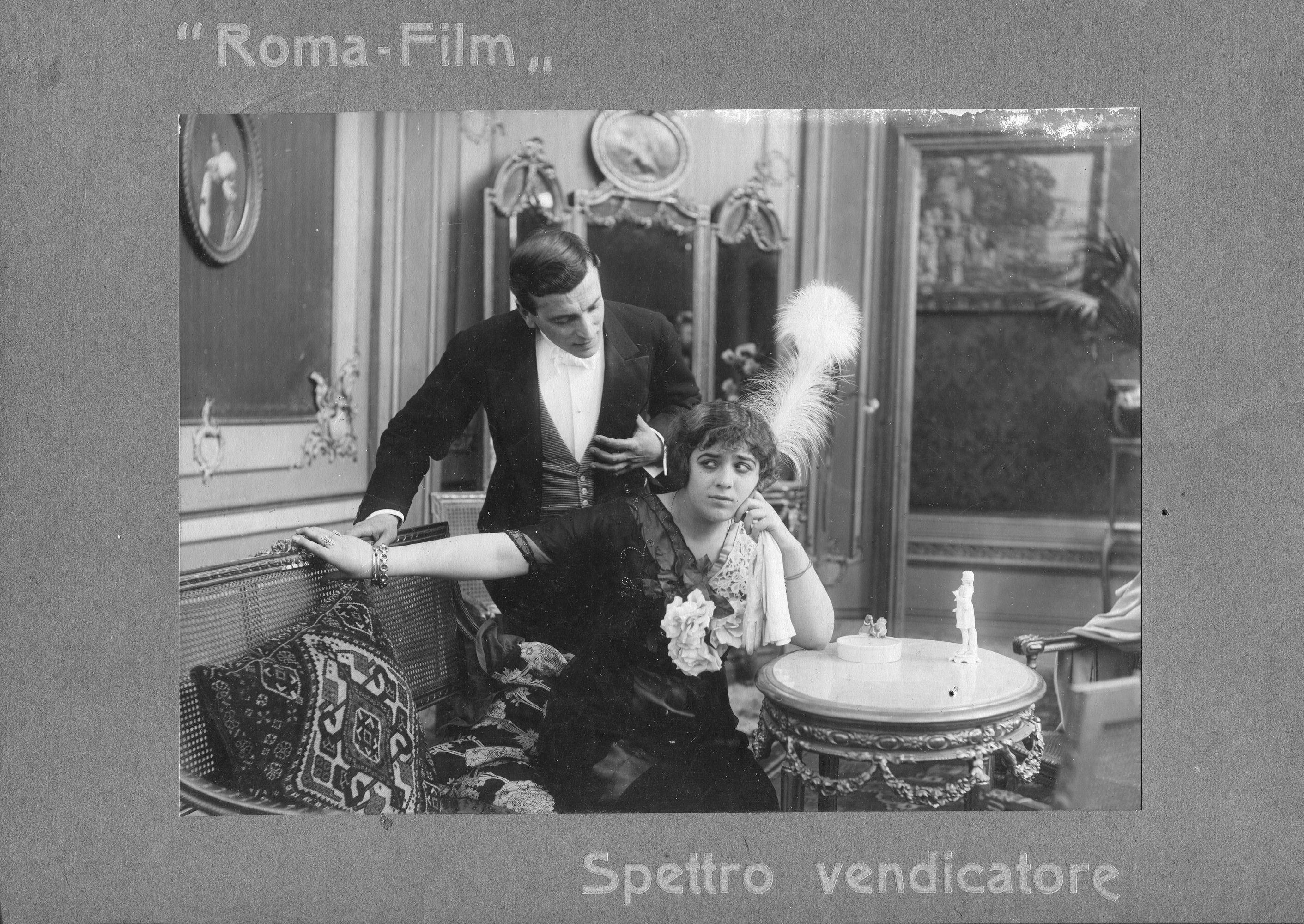
“Lo Spettro Vendicatore" (1914), em que Romolo Bacchini foi ator e diretor.

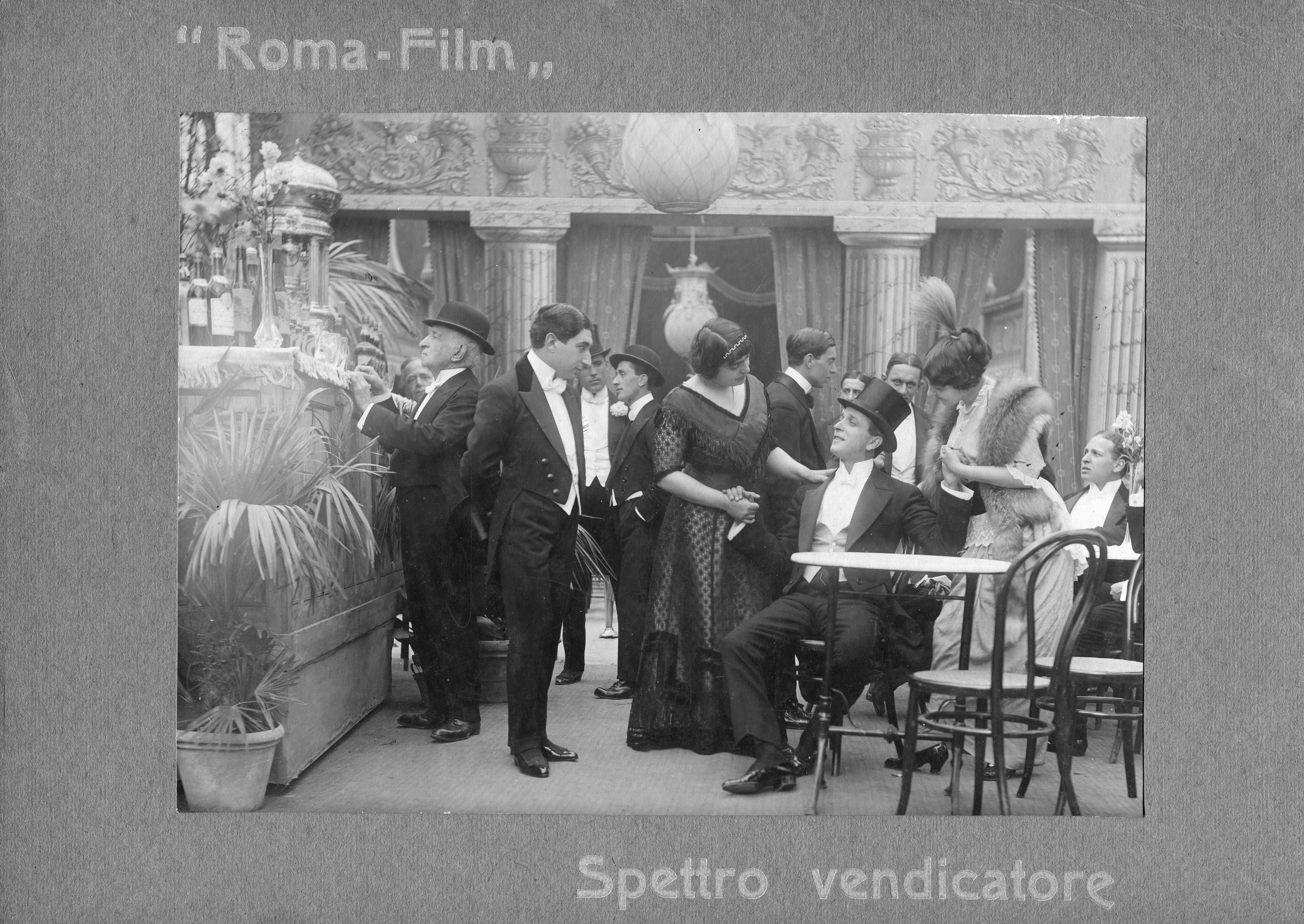
De cartola, em "Lo Spettro Vendicatore" (1914).

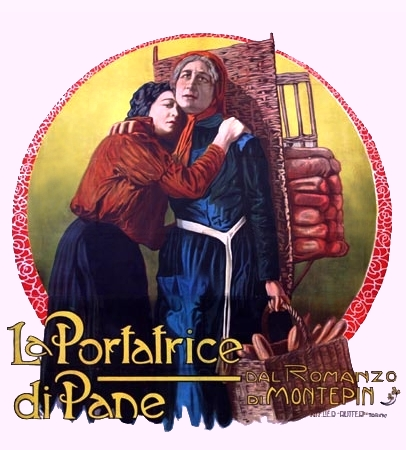
Cartaz de "La portatrice di pane" (1911).

- Per l'onore (Scene passionali) (1909)
- Odissea di una comparsa (1909)
- Nozze indiavolate (1909)
- Il ritorno del bersagliere (1909)
- Cuor di Pierrot (1909)
- Amore ed arte (1909)
- Vittima della Patria (1909)
- Odio infranto (1909)
- La vendetta dell'evaso (1909)
- Corradino di Svevia (L'ultimo degli Hohenstaufen) (1909)
- L'orologio accusatore (1909)
- Follia d'amore (1909)
- La figlia del saltimbanco (1910)
- Fermo posta (1910)
- La portatrice di pane (1911)
- Norma (Episodio della Gallia sotto il dominio di Roma Imperiale) (1911)
- Il dottore nell'ufficio (1911)
- Mondana, bandito e cavaliere (1911)
- La rivoluzione del settembre 1793 (1911)
- Adottato dal Re! (1912)
- Sotto la maschera (1913)
- Il tesoro di Kermadek (1913)
- L'artiglio spezzato (1913)
- Tragico ritorno (1914)
- Nel regno di Tersicore (1914)
- Dramma al teatro (1914)
- Insana vendetta (1914)
- Fior di passione (1914)
- Lo spettro vendicatore (1914)
- Espiazione (1914)
- Brescia, leonessa d'Italia (1915)
- Altri tempi... altri eroi (1916)
- Susanna e i vecchioni (1916)
- L'ostaggio (1916)
- La voragine (1917)
- Crevalcore (1917)
- L'artiglio del nibbio (1917)
- Il misterioso dramma del fiume (1918)
- La tigre vendicatrice (1918)
- La dama misteriosa (1918)
- Il segreto della badia (1918)
- Il trionfo di una martire (1918)
- Le gesta di John Blick (1918)
- La carezza del vampiro (1918)
- Il braccialetto misterioso (1919)
- Nel silenzio dell'anima (1919)
- L'ombra fatale (1919)
- Via Crucis (1919)
- Venere propizia (1919)
- Joseph (1920)
- Il mistero dell'uomo che sogna (1920)
- La leggenda dell'edelweiss (1922)

### Diretor de fotografia
- I martiri di Belfiore (1915)
- Il tank della morte (1917)

### Filmes como ator
- La collana del milione (1920)
- Catene di ferro e ghirlande di rose (1916)
- Susanna e i vecchioni (1916)
- Altri tempi... altri eroi (1916)
- Espiazione (1914)
- Lo spettro vendicatore (1914)
- Fior di passione (1914)

## Mùsica

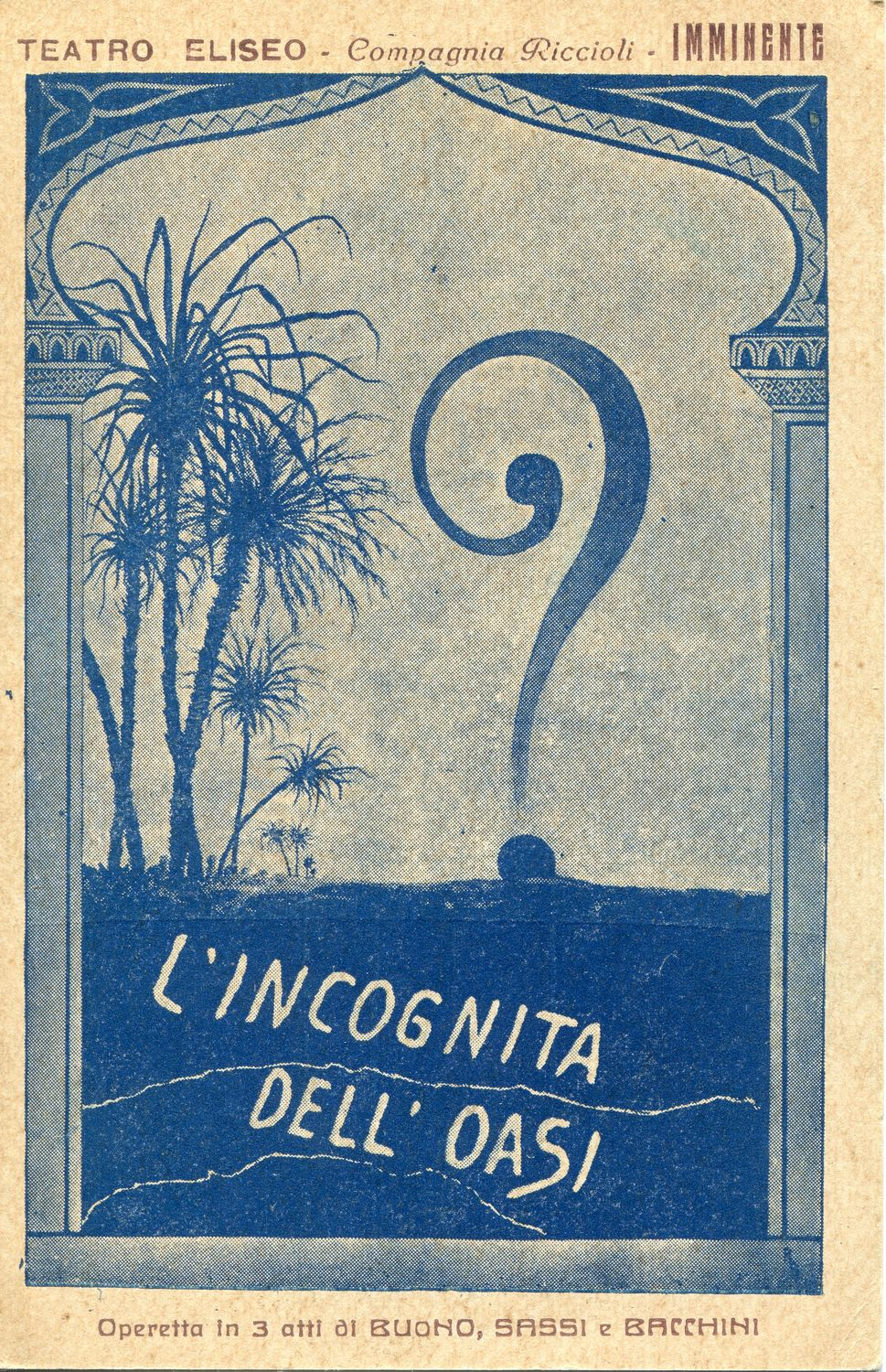
Um cartaz publicitário para a opereta "L'incognita dell'oasi" (1920 ca.).

Graduou-se em composição e direção no Conservatório di San Pietro a Majella, em Nàpoles, e foi um compositor (ele escreveu várias óperas), diretor e regente da orquestra. 
Ele escreveu muitas musicas de acompanhamento para filmes e foi o primeiro músico da história do cinema ter composto - em 1905 - mais especificamente música criada para acompanhar um filme (La Malia dell'oro, por Filoteo Alberini).
Naquela época, não tendo ainda sido adoptado o som sincronizado com as imagens, a música da orquestra foram realizadas diretamente na sala de cinema.

## Lista de obras musicais (parcial)

### Obras dirigidas
- Wanda (Fermo, Teatro dell'Aquila, 27 de agosto de 1896, libretto de Enrico Golisciani)
- Elki lo zingaro (Roma, Teatro Quirino, 12 de julho de 1899, libretto de Augusto Turchi)
- L'abito fa il monaco (Paris, Teatre Europeen, 22 de maio de 1902, coreografia de Rossi)
- Estropiados (Marselha, 7 de novembro de 1902, coreografia de Gautier, Rossi e Trave)
- Aprile d'amore (Roma, Teatro Argentina, 25 de março de 1905, libretto de Augusto Turchi)
- Incantesimo (história de Conte di Lara, pseudônimo de Domenico Milelli, música de Romolo Bacchini)

## Poesia
Contemporâneo e amigo do poeta e escritor Augusto Jandolo, junto com ele fazia parte do "Gruppo dei Romanisti", bem como outros intelectuais e artistas que, durante os tempos melhores do Caffé Greco, eram a animação dos salões culturais de Roma. Ele escreveu muitas composições poéticas, revelando-se como particularmente inclinados em poemas, versos e sonetos em dialeto romano. Em 1929 ele escreveu: "Er Natale de Roma", uma poema em verso branco e quadras, toda em dialeto romano, que mexìa com o nascimento de Roma e ilustrada pelo pintor e ceramista Romeo Berardi.